# Artjom Alexandrowitsch Klawdijew
Artjom Alexandrowitsch Klawdijew (russisch Артём Александрович Клавдиев; * 26. September 1999) ist ein russischer Eishockeyspieler mit der Staatsbürgerschaft der Vereinigten Arabischen Emirate, der seit 2022 bei al-’Ain Theebs in der Emirates Ice Hockey League unter Vertrag steht.

## Karriere
Artjom Klawdijew begann seine Karriere als Eishockeyspieler in der Jugendabteilung von HK Metallurg Magnitogorsk. Von 2016 bis 2020 spielte er für Klubs aus Russland, Kasachstan und China in der multinationalen Juniorenliga Molodjoschnaja Chokkeinaja Liga. In seiner Zeit in Kasachstan kam er auch zu zwei Einsätzen für Torpedo Ust-Kamenogorsk in der kasachischen Liga. Nach einem Jahr beim slowakischen Zweitligisten HC 19 Humenné wechselte er 2021 in die Vereinigten Arabischen Emirate, wo er zunächst für die Abu Dhabi Storms und seit 2022 für al-’Ain Theebs in der Emirates Ice Hockey League spielt.

### International
Nach seiner Einbürgerung vertrat Klawdijew die Vereinigten Arabischen Emirate bei der Weltmeisterschaft der Division IIB 2023, als er nach seinem Landsmann Sergei Kusnezow zweitbester Torschütze – gemeinsam mit seinem Landsmann Maksim Sacharau und dem Belgier Sam Verelst – war. Im folgenden Jahr war er bei der Weltmeisterschaft der Division IIA 2024 Topscorer und bester Vorlagengeber des Turniers.

## Erfolge und Auszeichnungen
- 2023 Aufstieg in die Division IIA bei der Weltmeisterschaft der Division IIB
- 2024 Topscorer der Weltmeisterschaft der Division IIA
- 2024 Bester Vorlagengeber der Weltmeisterschaft der Division IIA